# Diéter Villalpando
Diéter Daniel Villalpando Pérez (Ciudad de México, 4 de agosto de 1991) es un futbolista mexicano. Juega como mediocentro ofensivo y su equipo actual es el Fútbol Club Juárez de la Primera División de México.

## Trayectoria

### Club de Fútbol Pachuca

#### Comienzos
En sus inicios comenzó jugando para la Universidad del Fútbol, desde el año 2008, al tener actuaciones destacadas fue captado por el Pachuca. Para 2010, fue mandado al Tampico Madero, con el fin de agarrar ritmo de juego y experiencia para el primer equipo.

#### Llegada al Pachuca absoluto
En diciembre de 2013, Enrique Meza confirmó su regreso al Pachuca siendo el primer refuerzo de cara al Clausura 2014. Debutó en la Copa MX el 15 de enero de 2014 ante el Cruz Azul Hidalgo.
Jugó su primer partido en Primera División el 18 de enero de 2014, entrando por Daniel Arreola ante el Club Tijuana en la tercera fecha del campeonato. Diéter fue subcampeón del mismo torneo anotando un gol en semifinales.

### Cesiones

#### Tigres de la UANL
En el draft del fútbol mexicano fue cedido a los Tigres para el Clausura 2015. Jugó con el club por una temporada, teniendo pocas oportunidades. Le contribuyó al cuadro felino en la Copa Libertadores con dos goles valiosos en la fase de grupos contra Juan Aurich.

#### Monarcas Morelia
En junio de 2015, se oficializa su traspaso a los Monarcas Morelia en calidad de préstamo por 6 meses con opción a compra.

#### Atlas Fútbol Club
El 11 de diciembre de 2015, el Atlas hizo oficial la llegada de Diéter para el Clausura 2016.

#### Jaguares de Chiapas
En junio de 2016, se oficializa su traspaso a los Jaguares de Chiapas, en calidad de cedido por 1 año con opción a compra.

### Club Necaxa
En junio de 2017, al haber tenido buenas actuaciones con el Chiapas y al haber descendido, el Club Necaxa se hace de sus servicios.

### Club Deportivo Guadalajara
El 5 de diciembre de 2018, se oficializa su traspaso al Guadalajara, convirtiéndose en el primer refuerzo de cara al Clausura 2019.
El 4 de noviembre de 2020, Villalpando fue expulsado definitivamente del Club Deportivo Guadalajara debido a acusaciones de agresión sexual en su contra y sus compañeros Javier Eduardo López, Alexis Francisco Peña y José Juan Vázquez.

### Club Atlético de San Luis
Tras su segunda etapa en el Necaxa, se unió a la plantilla del Club Atlético de San Luis para disputar el Clausura 2023.

### Fútbol Club Juárez
Se integró al Fútbol Club Juárez a inicios de 2024.

## Palmarés

### Campeonatos nacionales
| Título       | Club   | País           | Año  |
| ------------ | ------ | -------------- | ---- |
| Copa MX      | Necaxa | México         | 2018 |
| Supercopa MX | Necaxa | Estados Unidos | 2018 |

## Controversias
Ha sido acusado de agresión sexual, en contra de una mujer, durante una fiesta ocurrida el 17 de octubre de 2020, en Guadalajara, cuando Villalpando era jugador del Club Deportivo Guadalajara. Por esta razón, el equipo jalisciense lo cesó, posteriormente fue fichado por el equipo Necaxa, en Aguascalientes. En febrero de 2022, se le citó a declarar sobre estas acusaciones, pero el futbolista no asistió a la audiencia. Colectivos y organizaciones feministas han protestado por las irregularidades en la investigación, en las instalaciones del Centro de Justicia para Mujeres.